# Аспінволл (Айова)
Аспінволл (англ. Aspinwall) — місто (англ. city) в США, в окрузі Кроуфорд штату Айова. Населення — 33 особи (2020).

## Географія
Аспінволл розташований за координатами 41°54′38″ пн. ш. 95°8′6″ зх. д. / 41.91056° пн. ш. 95.13500° зх. д. (41.910549, -95.134961).  За даними Бюро перепису населення США в 2010 році місто мало площу 0,46 км², уся площа — суходіл.

## Демографія
Згідно з переписом 2010 року, у місті мешкало 40 осіб у 22 домогосподарствах у складі 12 родин. Густота населення становила 87 осіб/км².  Було 27 помешкань (59/км²).
Расовий склад населення:
| - 100,0 % — білих |

До двох чи більше рас належало 0,0 %. Частка іспаномовних становила 0,0 % від усіх жителів.
За віковим діапазоном населення розподілялося таким чином: 12,5 % — особи молодші 18 років, 70,0 % — особи у віці 18—64 років, 17,5 % — особи у віці 65 років та старші. Медіана віку мешканця становила 55,5 року. На 100 осіб жіночої статі у місті припадало 90,5 чоловіків;  на 100 жінок у віці від 18 років та старших — 105,9 чоловіків також старших 18 років.
Середній дохід на одне домашнє господарство  становив 48 640 доларів США (медіана — 57 500), а середній дохід на одну сім'ю — 71 017 доларів (медіана — 68 750). За межею бідності перебувало 16,7 % осіб, у тому числі 0,0 % дітей у віці до 18 років та 50,0 % осіб у віці 65 років та старших.
Цивільне працевлаштоване населення становило 11 осіб. Основні галузі зайнятості: роздрібна торгівля — 18,2 %, освіта, охорона здоров'я та соціальна допомога — 18,2 %, сільське господарство, лісництво, риболовля — 18,2 %.